# SN 2011ij
SN 2011ij – supernowa typu Ia odkryta 18 listopada 2011 roku w galaktyce A065807+3713. W momencie odkrycia miała maksymalną jasność 18,80m.